# Betsy Baker
Betsy Baker (Great Brington, 20 augustus 1842 – Tecumseh, 24 oktober 1955) was de eerste supereeuweling ooit die in het Guinness Book of Records voorkomt. Toen men daar in 1955 begon met de zoektocht naar de oudste mens ter wereld bleek zij de oudste te zijn. Ze behield haar titel tot haar dood later dat jaar. 
Baker werd in Engeland geboren. Ze emigreerde al op jonge leeftijd naar de Verenigde Staten, naar de staat Nebraska. Ze leefde er 65 jaar lang in Johnson County en overleed uiteindelijk op de leeftijd van 113 jaar en 65 dagen.